# مقاطعة ريبي
مقاطعة ريبي هي إحدى مقاطعات الدانمارك السابقة.